# Väddnätfjäril
Väddnätfjäril eller ärenprisnätfjäril (Euphydryas aurinia) är en gul, orange och brun fjäril som lever på fuktig ängsmark. I norra Europa äter larven framför allt ängsvädd. Denna fjäril har minskat kraftigt i antal i Europa och har därför fridlysts i hela EU.

## Utseende
Arten väddnätfjäril varierar en hel del i utseende, dels beroende på var den finns geografiskt men den varierar även inom populationerna. Hanen och honan är lika varandra men honan är ofta större. Vingspannet varierar mellan 33 och 46 millimeter, på olika individer. Ovansidan är mönstrad med fält i gult, orange och mörkbrunt samt mörkbruna linjer. Fälten bildar delvis band och i ett orange sådant mot bakvingens ytterkant finns brunsvarta fläckar. Undersidan liknar ovansidan men färgerna är ljusare.
Larven är svart med mycket små ljusare prickar längs sidorna och på ryggen. Den är försedd med taggar och blir upp till 30 millimeter lång.

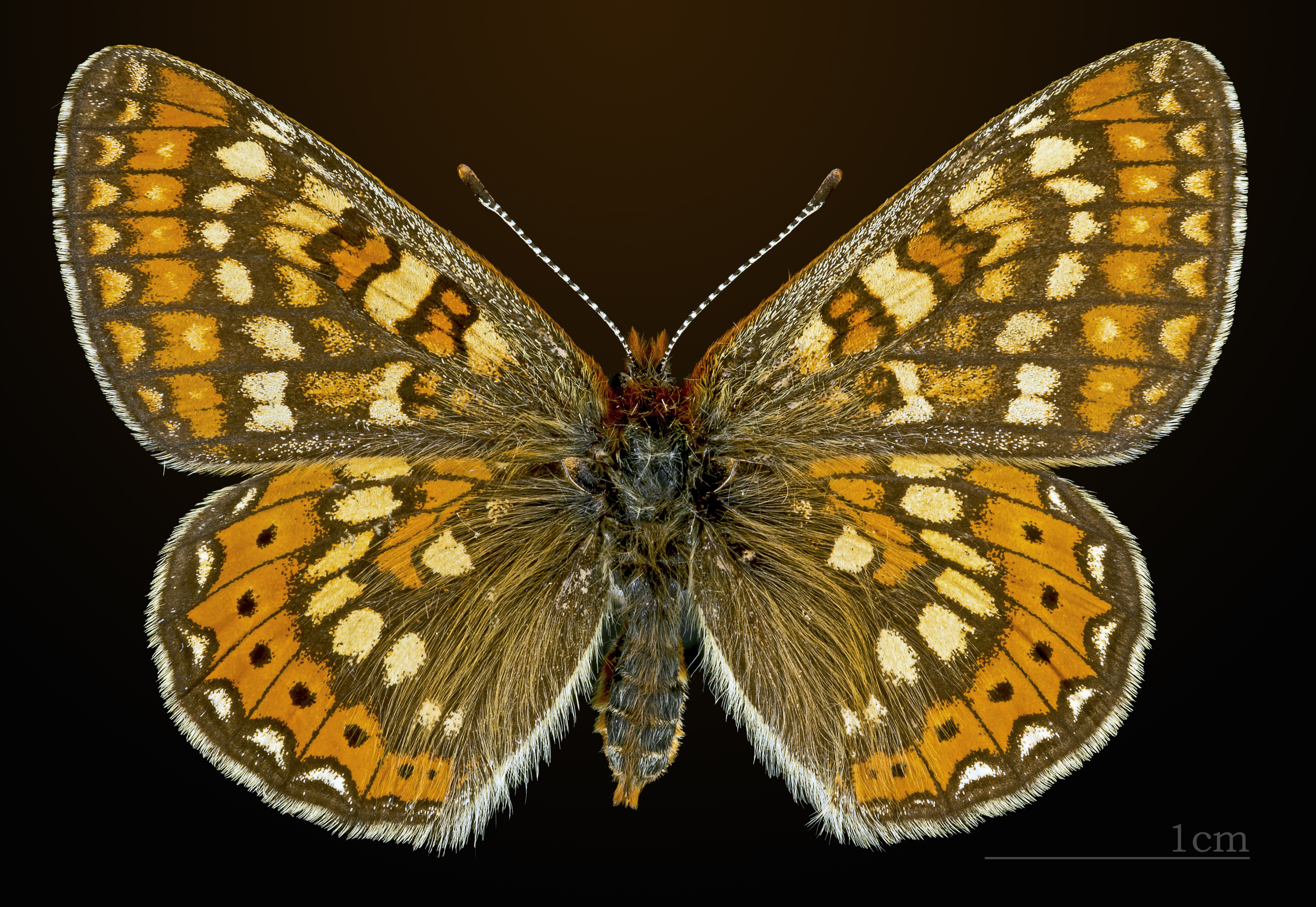
Väddnätfjäril
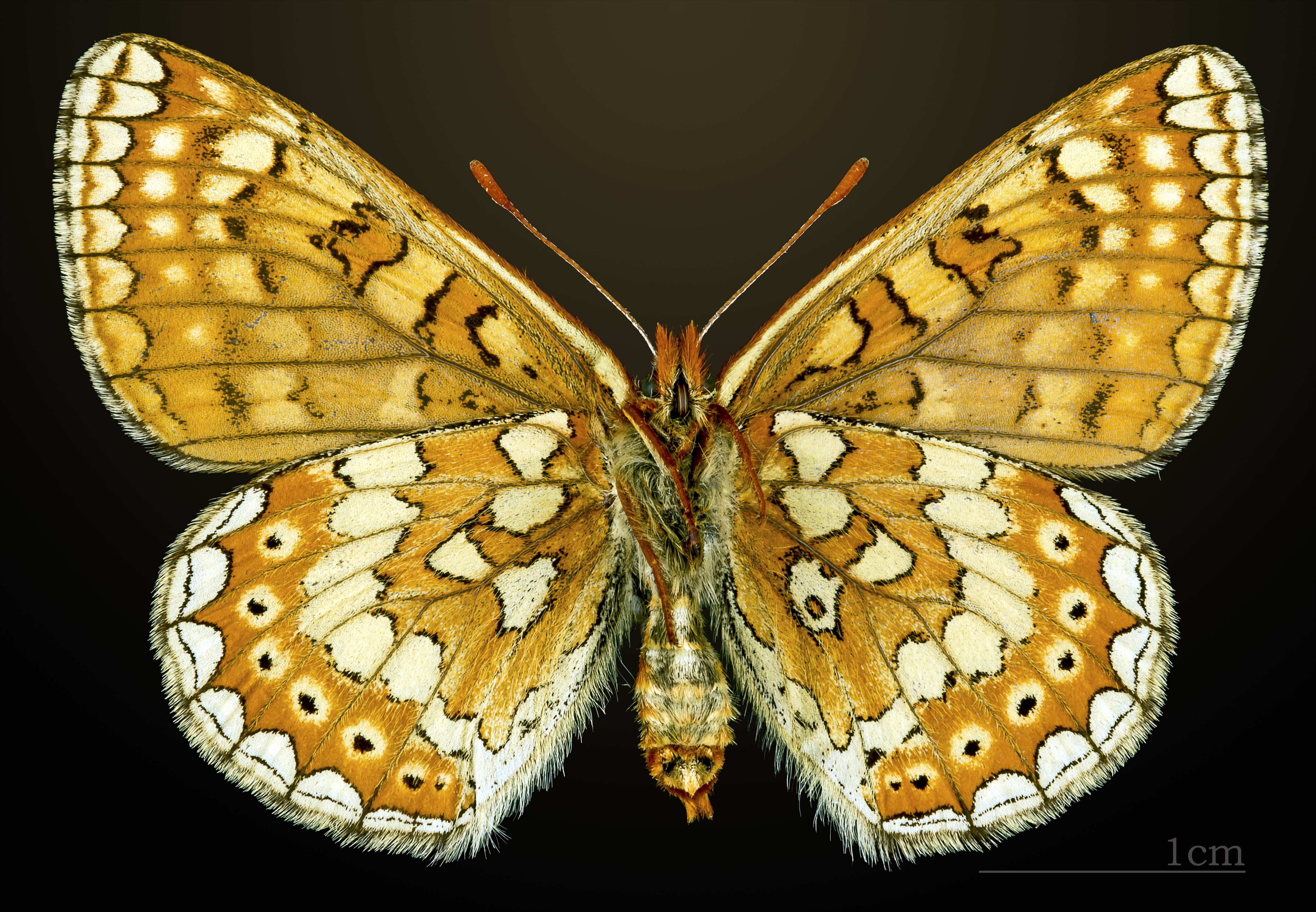
△ Väddnätfjäril

## Underarter
- Euphydryas aurinia aurinia
- Euphydryas aurinia banghaasi (Seitz, 1908).
- Euphydryas aurinia barraguei (Betz, 1956)
- Euphydryas aurinia beckeri (Lederer, 1853)
- Euphydryas aurinia bulgarica (Fruhstorfer, 1916)
- Euphydryas aurinia debilis Oberthür, 1909
- Euphydryas aurinia ellisoni (Rungs, 1950)
- Euphydryas aurinia laeta (Christoph, 1893)
- Euphydryas aurinia provincialis (Boisduval, 1828)

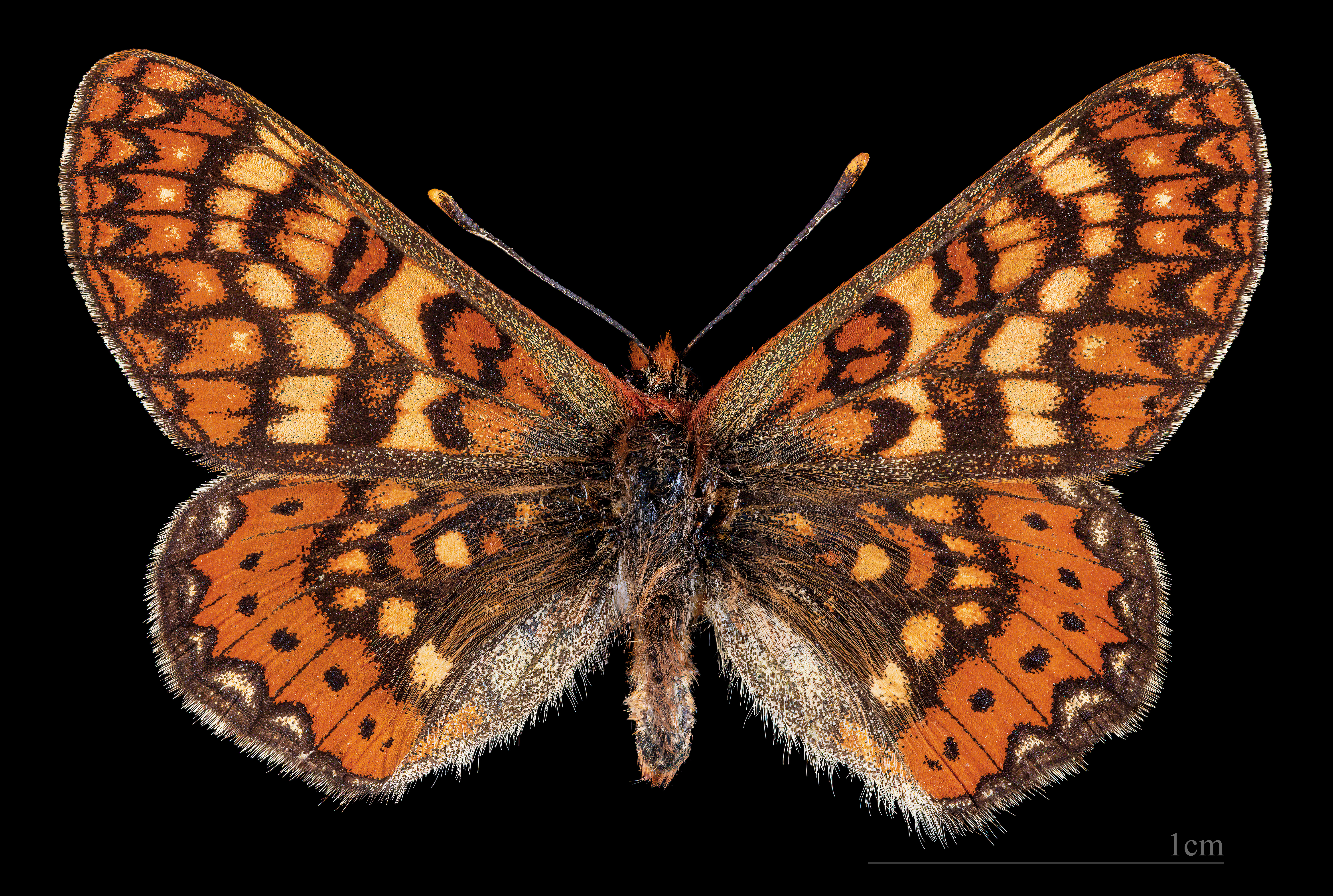
Euphydryas aurinia beckeri ♂
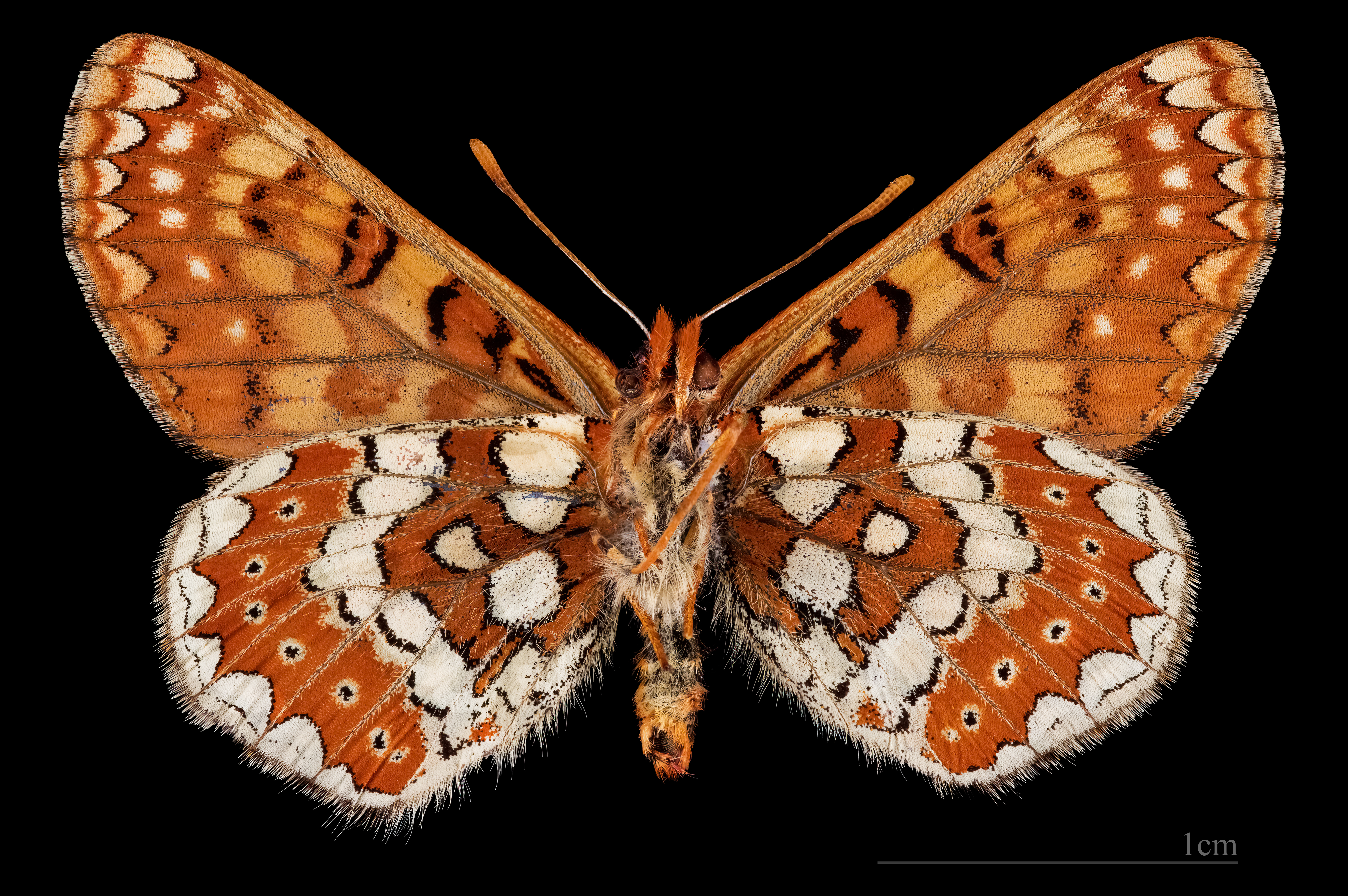
Euphydryas aurinia beckeri ♂  △
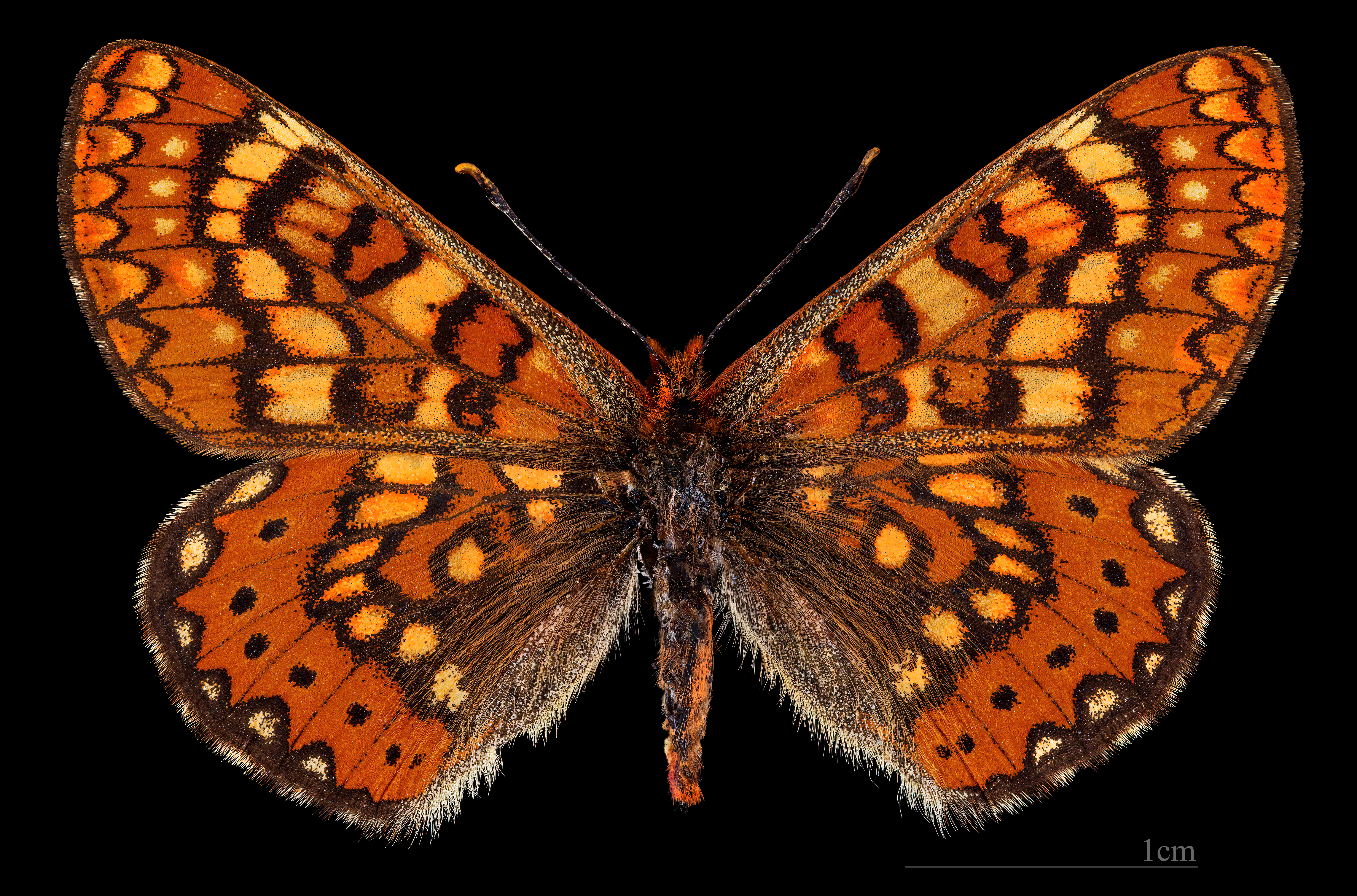
Euphydryas aurinia beckeri ♀
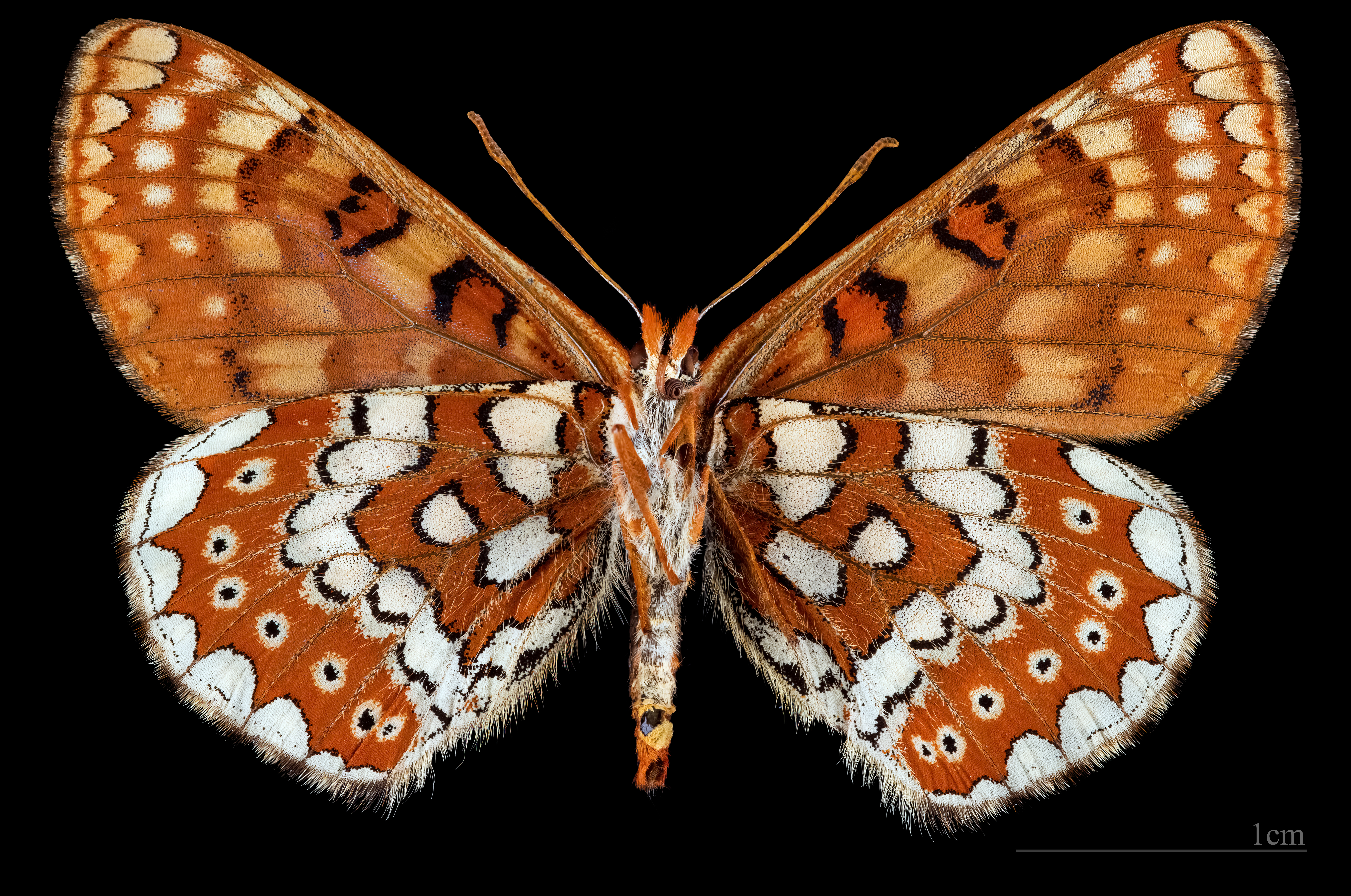
Euphydryas aurinia beckeri ♀ △

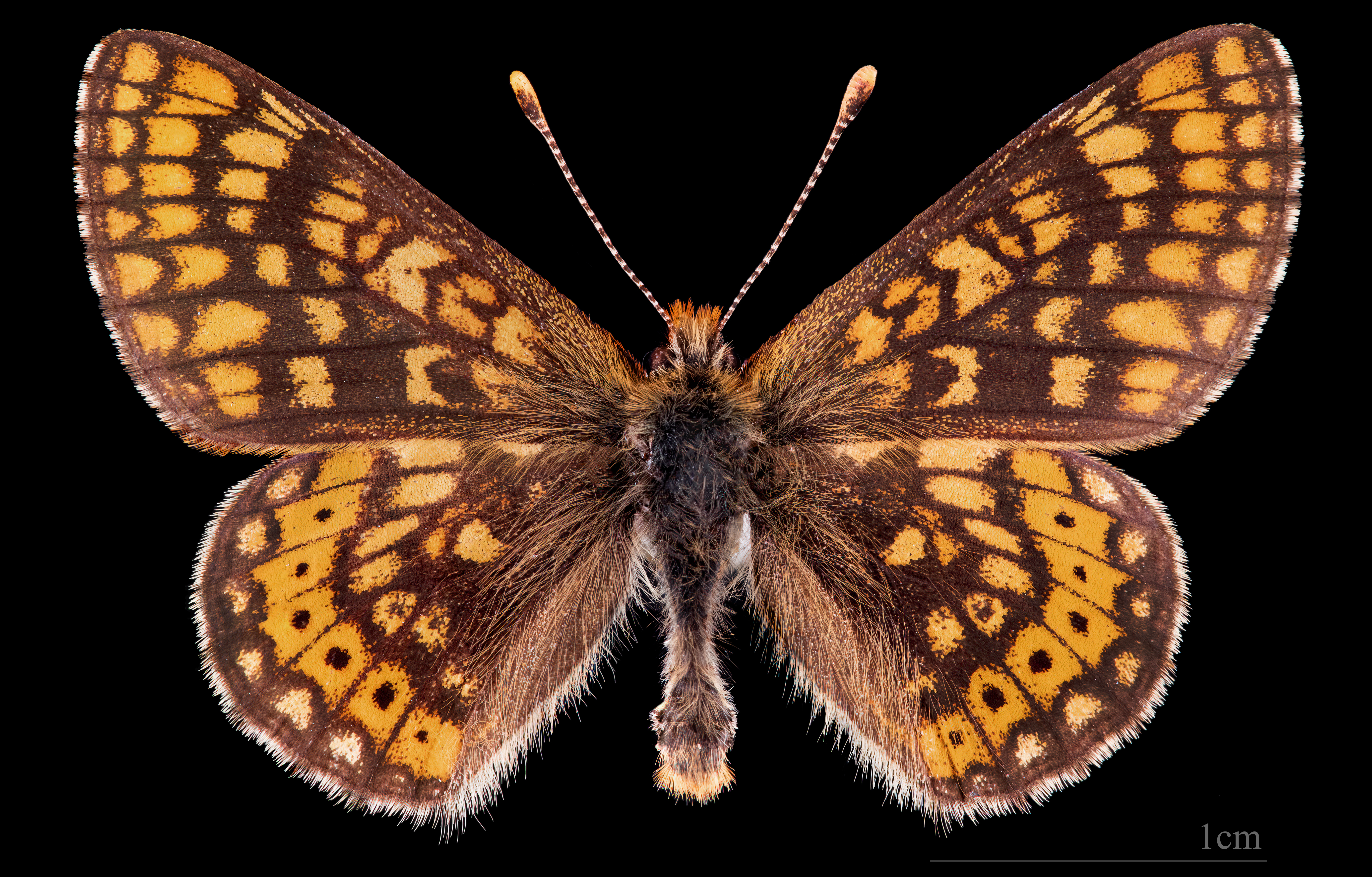
Euphydryas aurinia debilis ♂
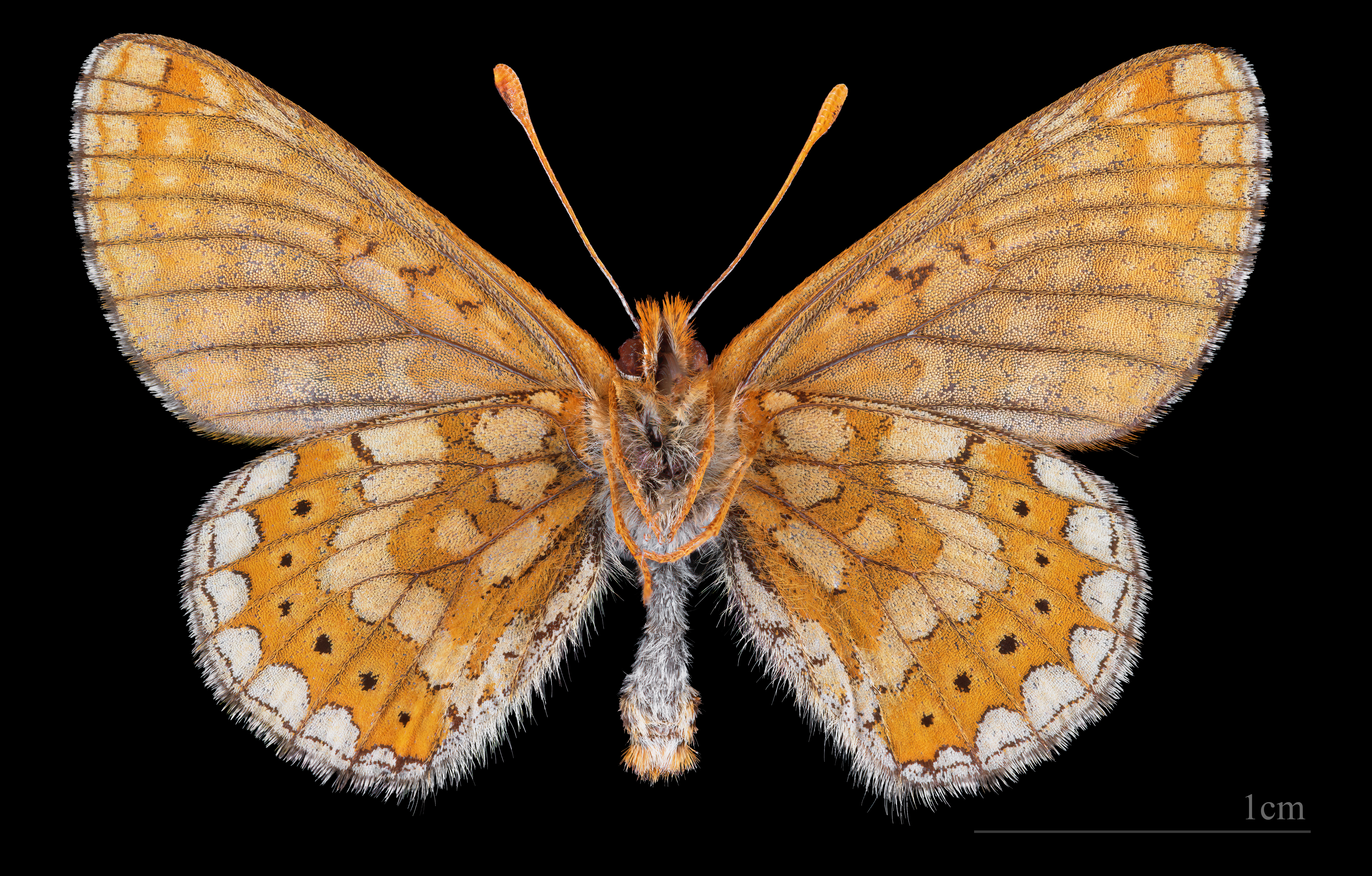
Euphydryas aurinia debilis ♂  △
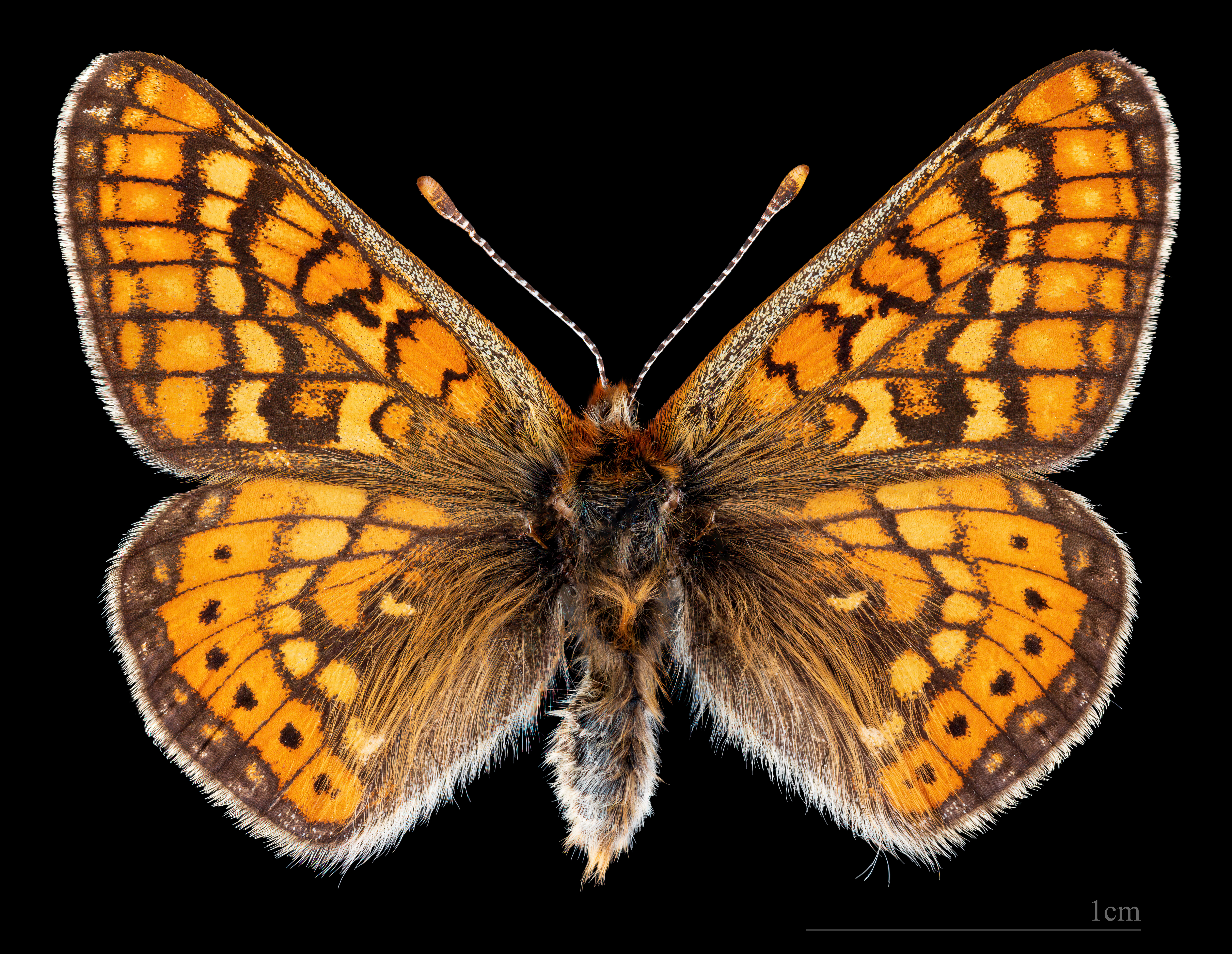
Euphydryas aurinia provincialis ♂
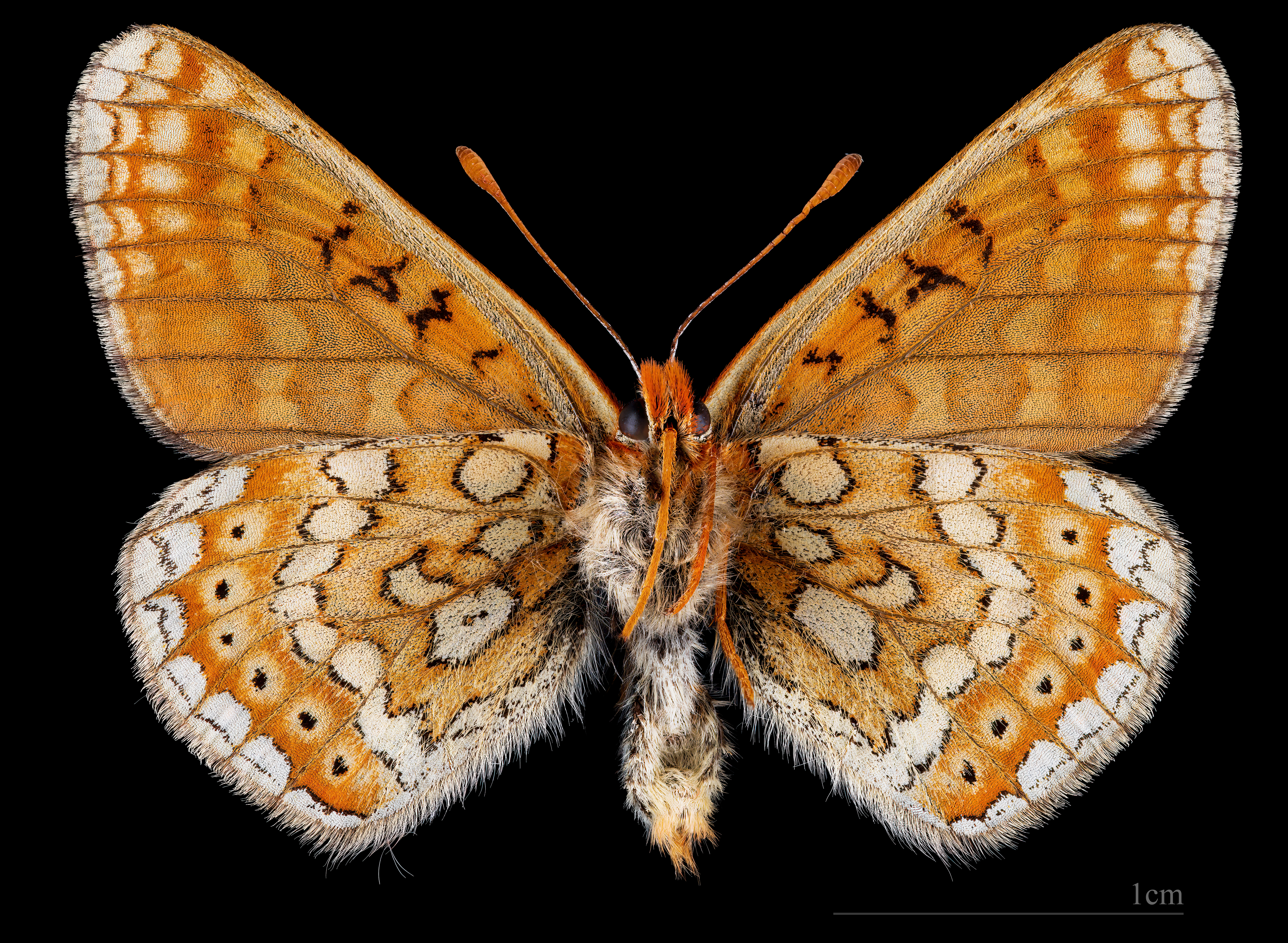
Euphydryas aurinia provincialis ♂ △

## Levnadssätt

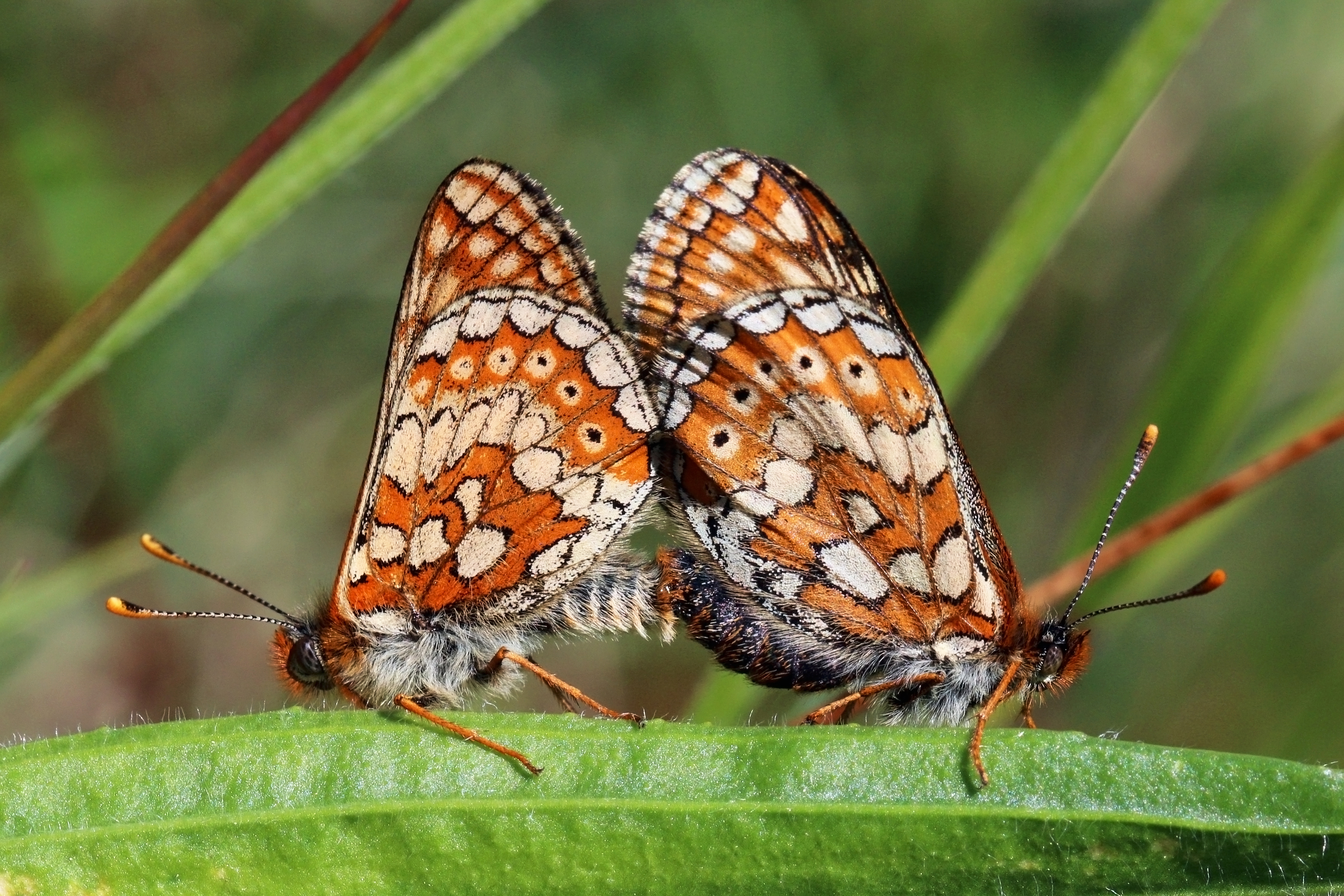
Två väddnätfjärilar som parar sig.

Denna fjäril, liksom alla andra fjärilar, genomgår under sitt liv fyra olika stadier; ägg, larv, puppa och fullvuxen (imago). En sådan förvandling kallas för fullständig metamorfos.
Flygtiden, den period när fjärilen är fullvuxen, infaller i maj-juni. Under flygtiden parar sig fjärilarna och honan lägger äggen i stora grupper på värdväxterna. Ur äggen kläcks larverna. Värdväxter, de växter larverna lever på och äter av, varierar inom utbredningsområdet, men några exempel är väddväxter och arter i grobladssläktet, trysläktet, veronikasläktet och nävesläktet. I Nordeuropa är den viktigaste värdväxten ängsvädd. Larverna växer inte färdigt under den första sommaren utan när hösten kommer spinner de sig ett skyddsrum där många larver övervintrar tillsammans. Tidigt på våren fortsätter de att äta och växa och förpuppas i april-maj. Efter ett par veckor kläcks de fullbildade fjärilarna ur pupporna och en ny flygtid börjar.

### Habitat
Fjärilens habitat, den miljö den lever i, är fuktigare ängsmarker där värdväxterna växer. Sedan 1970-talet har den typen av mark försvunnit mer och mer i västra Europa beroende på igenplantering och att boskapsbete på sådana ängar har minskat. Detta har medfört att väddnätfjärilen har minskat i antal och den är fridlyst i EU. Den är även upptagen på flera länders rödlistor, som Försvunnen (RE) i Belgien och Nederländerna, Hotad i Tyskland, Sällsynt i Finland samt Sårbar (VU) i Danmark och Sverige.

## Utbredning
Väddnätfjärilens utbredningsområde sträcker sig från Marocko och Algeriet i norra Afrika genom södra och centrala Europa, västra och södra Sibirien till Mongoliet och nordvästra Kina. I Norden förekommer den i små områden belägna i nordvästra Danmark, i sydöstra Finland samt i Sverige på Öland och Gotland och i Västmanland, Uppland, Dalarna och Gästrikland.

## Systematik
Det förekommer att arten Euphydryas aurinia indelas i ett antal underarter och en av dessa underarter har upptagits som en egen art vilket är omdiskuterat.